# Stabil Sild
Stabil Sild er en kortfilm instrueret af Stefan Henszelman og Erhard Tobias Bultze.

## Handling
Claus i 9. klasse kommer i skole og får at vide, at en klassekammerat er blevet dræbt af en spritbilist. Han var ikke en nær ven, men den måde, kammeraterne omtaler hans død på, sætter noget i gang i Claus. Hvad, hvis det havde været ham selv? En film om venskab - hvor dybt stikker det?